# 中田祐矢
中田 祐矢（なかだ ゆうや、1986年5月31日 - ）は、日本の声優、俳優。富山県出身。現在はフリーランス。

## 来歴
富山大学教育学部附属中学校、私立高岡第一高等学校、日本大学芸術学部映画学科卒。サンミュージックブレーンに所属し活動した後、フリーとなる。プロ・フィット声優養成所を卒業後、リンク・プラン預かり所属。2015年11月、『アイドルマスターSideM』の清澄九郎役で声優デビュー。2022年7月31日付でリンク・プランを退所、フリーとなる。

## 出演
※太字はメインキャラクター

### テレビドラマ
- 1リットルの涙（フジテレビ、2005年10月 - 12月）
- レガッタ〜君といた永遠〜（テレビ朝日、2006年7月 - 9月） - 飯塚徹 役
- 花ざかりの君たちへ〜イケメン♂パラダイス〜（フジテレビ、2007年7月 - 9月） - 帷子ノ辻健 役
- 働きマン 第3話（日本テレビ、2007年10月）
- 女の花道 イバラ道（テレビ朝日、2007年12月）
- ここはグリーン・ウッド 〜青春男子寮日誌〜（TOKYO MX他、2008年7月 - 9月） - 坂口栄也 役

### 映画
- 九転十起の男 〜浅野総一郎の青春〜 寛一 役（2006年9月）
- アリーナロマンス 畑山秀行 役（2007年10月）
- 僕らのワンダフルデイズ （2009年11月）
- 窓際ヒーロー 光森翔太 役（2009年）

### CM
- 江崎グリコ Pocky赤箱　〜遂にファーストキス篇〜（2004年1月）
- イエローハット（2004年7月）
- マルハ 今日のくだもの〜コンビニ篇〜（2006年5月）

### テレビアニメ
- アイドルマスター SideM（2017年、清澄九郎）
- アイドルマスター SideM 理由あってMini!（2018年、清澄九郎[8]）
- 宇崎ちゃんは遊びたい!（2020年）
- 魔王城でおやすみ（2020年、聖騎士2）

### ゲーム
2015年
- アイドルマスター SideM（2015年 - 2023年、清澄九郎）

2016年
- ファンタジーウォータクティクス（格闘家アンノウン、ヴァンパイアノックス）

2017年
- スタレボ☆彡 88星座のアイドル革命（城北ノエル）
- アイドルマスター SideM LIVE ON ST@GE!（2017年 - 2020年、清澄九郎）

2018年
- 一血卍傑-ONLINE-（オモダル）
- ダークリベリオン -DArk Rebellion-（ジークフリート）

2021年
- メルヘンフォーレスト（旅芸人）
- アイドルマスター SideM GROWING STARS（2021年 - 2023年、清澄九郎）

2024年
- ゴーヘルゴー つきおとしてこ（JAzz）

### ドラマCD
- 踊る星降るレネシクル（2015年、観衆） - 第6巻ドラマCD付き限定特装版
- THE IDOLM@STER SideM ST@RTING LINE 07・08（2016年、清澄九郎）

### BLCD
- 鴆 -ジェン-（2017年、ヤン）

### オーディオドラマ
- アイドルマスター SideM「315 PASSION CONTENTS」（2023年 - 2024年、清澄九郎） - 3作品[一覧 1]
- 説教音声 ～ダメなあなたをだめじゃなくするシチュ別ガチ説教～ 男の子パック（2023年、三尾滝冬真）

### デジタルコミック
- たとえとどかぬ糸だとしても PV（2019年、鳴瀬怜一[13]）

### テレビ番組
※はインターネット配信。
- 渡辺紘・中田祐矢の前だけみてろ！（2017年 - 、ニコニコ生放送※）
- アニ☆館(アニメイト情報館)（2018年 - ※）
- 夜更かしケイリン（2019年3月30日 テレ東プラス※）

### ラジオ
※はインターネット配信。
- 月刊 新・男前通信9月号～月刊・中田祐矢（2019年、文化放送モバイルplus※）[14]
- アイドルマスター SideM ラジオ 315プロNight!（2020年、ニコニコ生放送※）

### 連載
- KIKI by VOICE Newtype 中田祐矢のなんでもやってみちゃいます（2017年 - 、毎週第一木曜日更新）

### 舞台
- 劇団空感エンジンプロデュース公演『PRIDE』（2012年12月）
- ＜LOVE×LETTERS＞（2018年7月21日・22日）
- THE IDOLM@STER SideM PASSIONABLE READING SHOW -超常事変〜対立スル正義〜-（2023年3月12日、武蔵野の森総合スポーツプラザ メインアリーナ） - 清澄九郎 役[15]
- THE IDOLM@STER SideM PASSIONABLE READING SHOW ～天地四心伝～（2024年2月10日、幕張イベントホール） - 清澄九郎 役[16]

### 映像商品
- 「中田祐矢の茶道体験収録見学」前編（「KIKI by VOICE Newtype」）
- 「中田祐矢の茶道体験収録見学」後編（「KIKI by VOICE Newtype」）
- THE IDOLM@STER SideM 2nd STAGE 〜ORIGIN@L STARS〜
- THE IDOLM@STER SideM GREETING TOUR 2017 〜BEYOND THE DREAM〜
- THE IDOLM@STER SideM 3rdLIVE TOUR ～GLORIOUS ST@GE!～ （Side MAKUHARI）
- THE IDOLM@STER SideM 3rdLIVE TOUR ～GLORIOUS ST@GE!～ （Side SHIZUOKA）

### PV
- INFLAVA「せつないんぐ。」（2009年）

### スチール
- 私立高岡第一高等学校

### その他
- ゴッホ SPECIAL MOVIE（2024年、テオ[17]）

## ディスコグラフィ

### キャラクターソング
| 発売日   | 商品名                                                                            | 歌 | 楽曲                                                                        | 備考 |
| 2016年   | 2016年                                                                            | 2016年 | 2016年                                                                      | 2016年 |
| -------- | --------------------------------------------------------------------------------- | --- | --------------------------------------------------------------------------- | --- |
| 1月27日  | THE IDOLM@STER SideM ST@RTING LINE -07 彩                                         | 彩 | 「喝彩！〜花鳥風月〜」 「和風堂々！〜WAnderful NIPPON!〜」 「DRIVE A LIVE」 | ゲーム『アイドルマスター SideM』関連曲                                                                    |
| 2017年   |                                                                                   | |                                                                             | |
| 2月1日   | Beyond The Dream                                                                  | 315プロダクション所属アイドル | 「Beyond The Dream」                                                        | ゲーム『アイドルマスター SideM』テーマソング                                                              |
| 2月1日   | Beyond The Dream                                                                  | 315プロダクション所属アイドル（メンタル） | 「Beyond The Dream」                                                        | ゲーム『アイドルマスター SideM』テーマソング                                                              |
| 4月26日  | THE IDOLM@STER SideM ORIGIN@L PIECES 04                                           | 清澄九郎（中田祐矢） | 「流るゝ風の如く 〜和敬清寂〜」                                             | ゲーム『アイドルマスター SideM』関連曲                                                                    |
| 2018年   |                                                                                   | |                                                                             | |
| 3月21日  | THE IDOLM@STER SideM 3rd ANNIVERSARY DISC 03 彩 & 神速一魂 & THE 虎牙道           | 彩 | 「桜彩」                                                                    | ゲーム『アイドルマスター SideM』関連曲                                                                    |
| 3月21日  | THE IDOLM@STER SideM 3rd ANNIVERSARY DISC 03 彩 & 神速一魂 & THE 虎牙道           | 彩、神速一魂、THE 虎牙道 | 「笑顔の祭りにゃ、福来る」                                                  | ゲーム『アイドルマスター SideM』関連曲                                                                    |
| 3月25日  | THE IDOLM@STER SideM 3rd ANNIVERSARY SOLO COLLECTION 03                           | 清澄九郎（中田祐矢） | 「桜彩」                                                                    | ゲーム『アイドルマスター SideM』関連曲                                                                    |
| 10月31日 | スタレボ☆彡 88星座のアイドル革命 THE BEST「STAR REVOLUTION」Vol.1                 | 4+U | 「Horoscope」 「アオノエデン」                                              | ゲーム『スタレボ☆彡 88星座のアイドル革命』関連曲                                                          |
| 12月5日  | THE IDOLM@STER SideM WakeMini! MUSIC COLLECTION 02                                | 315 STARS（メンタル Ver.） | 「Friendly Smile」                                                          | テレビアニメ『アイドルマスター SideM 理由あってMini!』エンディングテーマ                                  |
| 2019年   |                                                                                   | |                                                                             | |
| 1月23日  | スタレボ☆彡 88星座のアイドル革命 THE BEST「STAR REVOLUTION」Vol.4                 | 4+U | 「…Rain」                                                                   | ゲーム『スタレボ☆彡 88星座のアイドル革命』関連曲                                                          |
| 3月15日  | THE IDOLM@STER SideM WakeMini! SOLO COLLECTION 02 MENTAL Ver.                     | 清澄九郎（中田祐矢） | 「Friendly Smile」                                                          | テレビアニメ『アイドルマスター SideM 理由あってMini!』関連曲                                              |
| 4月3日   | THE IDOLM@STER SideM WORLD TRE@SURE 07                                            | ピエール（堀江瞬）、蒼井享介（山谷祥生）、清澄九郎（中田祐矢）、榊夏来（渡辺紘） | 「Purely&Kindly」 「MEET THE WORLD!（FINLAND Ver.）」                       | ゲーム『アイドルマスター SideM LIVE ON ST@GE!』関連曲                                                     |
| 5月10日  | THE IDOLM@STER SideM 4th ANNIVERSARY DISC「LIVE in your SMILE / DREAM JOURNEY」   | Altessimo、W、FRAME、彩、神速一魂、S.E.M、THE 虎牙道、Legenders | 「LIVE in your SMILE」                                                      | ゲーム『アイドルマスター SideM』関連曲                                                                    |
| 12月18日 | THE IDOLM@STER SideM 5th ANNIVERSARY DISC 01 PRIDE STAR                           | 315 ALLSTARS | 「PRIDE STAR」 「DRIVE A LIVE」 「Reason!!」 「GLORIOUS RO@D」              | ゲーム『アイドルマスター SideM』関連曲                                                                    |
| 2020年   |                                                                                   | |                                                                             | |
| 3月6日   | THE IDOLM@STER SideM 5th ANNIVERSARY UNIT COLLECTION -PRIDE STAR-                 | 彩 | 「PRIDE STAR」                                                              | ゲーム『アイドルマスター SideM』関連曲                                                                    |
| 4月22日  | THE IDOLM@STER SideM 5th ANNIVERSARY DISC 05 Altessimo&彩&High×Joker              | 彩 | 「祝彩！」                                                                  | ゲーム『アイドルマスター SideM』関連曲                                                                    |
| 4月22日  | THE IDOLM@STER SideM 5th ANNIVERSARY DISC 05 Altessimo&彩&High×Joker              | Altessimo、彩、High×Joker | 「Singing Explorers」                                                       | ゲーム『アイドルマスター SideM』関連曲                                                                    |
| 8月26日  | THE IDOLM@STER SideM 5th ANNIVERSARY SOLO COLLECTION 04                           | 清澄九郎（中田祐矢） | 「祝彩！」                                                                  | ゲーム『アイドルマスター SideM』関連曲                                                                    |
| 9月19日  | アイドルマスター SideM ストラグルハート 第2巻特装版特典CD                         | 彩 | 「勇敢なるキミヘ」                                                          | 漫画『アイドルマスター SideM ストラグルハート』関連曲                                                     |
| 2021年   |                                                                                   | |                                                                             | |
| 2月7日   | THE IDOLM@STER SideM UNIT COLLECTION -MEET THE WORLD!-                            | 315 ALLSTARS | 「MEET THE WORLD!」                                                         | ゲーム『アイドルマスター SideM』関連曲                                                                    |
| 2月7日   | THE IDOLM@STER SideM UNIT COLLECTION -MEET THE WORLD!-                            | 彩 | 「MEET THE WORLD!」                                                         | ゲーム『アイドルマスター SideM』関連曲                                                                    |
| 4月7日   | THE IDOLM@STER SideM NEW STAGE EPISODE:14 彩                                      | 彩 | 「装 -So Beautiful-」 「NEXT STAGE!」                                       | ゲーム『アイドルマスター SideM』関連曲                                                                    |
| 9月29日  | THE IDOLM@STER SideM GROWING SIGN@L 01 Growing Smiles!                            | 315 ALLSTARS | 「Growing Smiles!」 「DRIVE A LIVE」 「Beyond The Dream」 「NEXT STAGE!」   | ゲーム『アイドルマスター SideM GROWING STARS』関連曲                                                      |
| 2022年   |                                                                                   | |                                                                             | |
| 1月8日   | THE IDOLM@STER SideM UNIT COLLECTION -Growing Smiles!-                            | 彩 | 「Growing Smiles!」                                                         | ゲーム『アイドルマスター SideM GROWING STARS』関連曲                                                      |
| 3月12日  | THE IDOLM@STER SideM PASSION@TE FORMATION -MENTAL-                                | 315 STARS（メンタルVer.） | 「リトルハピネス」                                                          | ゲーム『アイドルマスター SideM GROWING STARS』関連曲                                                      |
| 3月12日  | THE IDOLM@STER SideM PASSION@TE FORMATION -MENTAL-                                | 清澄九郎（中田祐矢） | 「リトルハピネス」                                                          | ゲーム『アイドルマスター SideM GROWING STARS』関連曲                                                      |
| 4月6日   | THE IDOLM@STER SideM GROWING SIGN@L 06 彩                                         | 彩 | 「いとをかし！～一彩×合彩～」 「彩リノ歌」                                  | ゲーム『アイドルマスター SideM GROWING STARS』関連曲                                                      |
| 10月1日  | THE IDOLM@STER SideM GROWING SIGN@L SOLO COLLECTION 01                            | 清澄九郎（中田祐矢） | 「いとをかし！～一彩×合彩～」                                               | ゲーム『アイドルマスター SideM GROWING STARS』関連曲                                                      |
| 12月21日 | THE IDOLM@STER SideM GROWING SIGN@L 15 Take a StuMp!                              | 315 ALLSTARS | 「Take a StuMp!」                                                           | ゲーム『アイドルマスター SideM GROWING STARS』関連曲                                                      |
| 2023年   |                                                                                   | |                                                                             | |
| 2月11日  | THE IDOLM@STER SideM UNIT COLLECTION -Take a StuMp!-                              | 彩 | 「Take a StuMp!」                                                           | ゲーム『アイドルマスター SideM GROWING STARS』関連曲                                                      |
| 3月11日  | 幻想のUtopia/安寧のDystopia                                                       | 天ヶ瀬冬馬（寺島拓篤）、伊集院北斗（神原大地）、都築圭（土岐隼一）、神楽麗（永野由祐）、渡辺みのり（高塚智人）、信玄誠司（増元拓也）、華村翔真（バレッタ裕）、清澄九郎（中田祐矢）、伊瀬谷四季（野上翔）、神谷幸広（狩野翔）、卯月巻緒（児玉卓也）、水嶋咲（小林大紀）、橘志狼（古畑恵介）、舞田類（榎木淳弥）、山下次郎（中島ヨシキ）、円城寺道流（濱野大輝）、兜大吾（浦尾岳大）、九十九一希（比留間俊哉）、葛之葉雨彦（笠間淳）、北村想楽（汐谷文康） | 「安寧のDystopia」                                                          | 舞台『THE IDOLM@STER SideM PASSIONABLE READING SHOW -超常事変〜対立スル正義〜-』エンディングテーマ        |
| 9月27日  | THE IDOLM@STER SideM 49 ELEMENTS 15 彩                                            | 彩 | 「愛笑華！」                                                                | ゲーム『アイドルマスター SideM GROWING STARS』関連曲                                                      |
| 9月27日  | THE IDOLM@STER SideM 49 ELEMENTS 15 彩                                            | 清澄九郎（中田祐矢） | 「ゆきゆきて華やかに」                                                      | ゲーム『アイドルマスター SideM GROWING STARS』関連曲                                                      |
| 10月28日 | THE IDOLM@STER SideM 8th STAGE THEME SONG「Hands & Claps!」                       | 315 ALLSTARS | 「Hands & Claps!」                                                          | ライブイベント『THE IDOLM@STER SideM 8th STAGE 〜ALL H@NDS TOGETHER〜』テーマソング                       |
| 10月28日 | THE IDOLM@STER SideM 8th STAGE THEME SONG「Hands & Claps!」                       | 315 STARS（メンタルVer.） | 「Hands & Claps!」                                                          | ライブイベント『THE IDOLM@STER SideM 8th STAGE 〜ALL H@NDS TOGETHER〜』テーマソング                       |
| 2024年   |                                                                                   | |                                                                             | |
| 3月6日   | THE IDOLM@STER SideM F@NTASTIC COMBINATION～CONNECTIME!!!!～ -共鳴和音- 彩        | Altessimo、彩 | 「組曲 -to All Ages Concerto-」                                             | ライブイベント『315 Production presents F＠NTASTIC COMBINATION LIVE 〜CONNECTIME!!!!〜 -共鳴和音-』関連曲 |
| 3月6日   | THE IDOLM@STER SideM F@NTASTIC COMBINATION～CONNECTIME!!!!～ -共鳴和音- 彩        | 彩 | 「Tone's Destiny」                                                          | ライブイベント『315 Production presents F＠NTASTIC COMBINATION LIVE 〜CONNECTIME!!!!〜 -共鳴和音-』関連曲 |
| 3月6日   | THE IDOLM@STER SideM F@NTASTIC COMBINATION～CONNECTIME!!!!～ -共鳴和音- 彩        | Altessimo、彩、Legenders、C.FIRST | 「Beyond the Dream」 「NEXT STAGE!（Short size）」                          | ライブイベント『315 Production presents F＠NTASTIC COMBINATION LIVE 〜CONNECTIME!!!!〜 -共鳴和音-』関連曲 |
| 3月6日   | THE IDOLM@STER SideM F@NTASTIC COMBINATION～CONNECTIME!!!!～ -共鳴和音- Altessimo | Altessimo、彩、Legenders、C.FIRST | 「DRIVE A LIVE」                                                            | ライブイベント『315 Production presents F＠NTASTIC COMBINATION LIVE 〜CONNECTIME!!!!〜 -共鳴和音-』関連曲 |

### シリーズ一覧
1. ↑  『F@NCOMLIVE 君を惹き付けるものは』（2023年）、『F@NCOMLIVE 今を届けたくて！』（2023年）、『CIRCLE OF DELIGHT 〇〇な彩、〇〇なアイドル！』（2024年）

### ユニットメンバー
1. 1 2 3 4 5 6 7 8 9 10 11 12 13 14 15 16  猫柳キリオ（山下大輝）、華村翔真（バレッタ裕）、清澄九郎（中田祐矢）
2. 1 2  天ヶ瀬冬馬（寺島拓篤）、御手洗翔太（松岡禎丞）、伊集院北斗（神原大地）、天道輝（仲村宗悟）、桜庭薫（内田雄馬）、柏木翼（八代拓）、都築圭（土岐隼一）、神楽麗（永野由祐）、鷹城恭二（梅原裕一郎）、ピエール（堀江瞬）、渡辺みのり（高塚智人）、伊瀬谷四季（野上翔）、秋山隼人（千葉翔也）、若里春名（白井悠介）、冬美旬（永塚拓馬）、榊夏来（渡辺紘）、蒼井享介（山谷祥生）、蒼井悠介（菊池勇成）、硲道夫（伊東健人）、舞田類（榎木淳弥）、山下次郎（中島ヨシキ）、清澄九郎（中田祐矢）、猫柳キリオ（山下大輝）、華村翔真（バレッタ裕）、握野英雄（熊谷健太郎）、木村龍（濱健人）、信玄誠司（増元拓也）、紅井朱雀（益山武明）、黒野玄武（深町寿成）、神谷幸広（狩野翔）、東雲荘一郎（天﨑滉平）、アスラン＝ベルゼビュートII世（古川慎）、卯月巻緒（児玉卓也）、水嶋咲（小林大紀）、大河タケル（寺島惇太）、円城寺道流（濱野大輝）、牙崎漣（小松昌平）、岡村直央（矢野奨吾）、橘志狼（古畑恵介）、姫野かのん（村瀬歩）、秋月涼（三瓶由布子）、兜大吾（浦尾岳大）、九十九一希（徳武竜也）、葛之葉雨彦（笠間淳）、北村想楽（汐谷文康）、古論クリス（駒田航）
3. 1 2  御手洗翔太（松岡禎丞）、柏木翼（八代拓）、都築圭（土岐隼一）、ピエール（堀江瞬）、蒼井悠介（菊池勇成）、信玄誠司（増元拓也）、華村翔真（バレッタ裕）、清澄九郎（中田祐矢）、若里春名（白井悠介）、神谷幸広（狩野翔）、卯月巻緒（児玉卓也）、姫野かのん（村瀬歩）、舞田類（榎木淳弥）、秋月涼（三瓶由布子）、北村想楽（汐谷文康）
4. 1 2  紅井朱雀（益山武明）、黒野玄武（深町寿成）
5. 1 2  大河タケル（寺島惇太）、円城寺道流（濱野大輝）、牙崎漣（小松昌平）
6. 1 2  城北ノエル（中田祐矢）、早乙女せいあ（田丸篤志）、天馬界斗（八代拓）、剣未央（古川慎）
7. 1 2 3 4  都築圭（土岐隼一）、神楽麗（永野由祐）
8. ↑  蒼井享介（山谷祥生）、蒼井悠介（菊池勇成）
9. ↑  握野英雄（熊谷健太郎）、木村龍（濱健人）、信玄誠司（増元拓也）
10. ↑  硲道夫（伊東健人）、舞田類（榎木淳弥）、山下次郎（中島ヨシキ）
11. 1 2  葛之葉雨彦（笠間淳）、北村想楽（汐谷文康）、古論クリス（駒田航）
12. ↑  伊瀬谷四季（野上翔）、秋山隼人（千葉翔也）、若里春名（白井悠介）、冬美旬（永塚拓馬）、榊夏来（渡辺紘）
13. ↑  天ヶ瀬冬馬（寺島拓篤）、御手洗翔太（松岡禎丞）、伊集院北斗（神原大地）、天道輝（仲村宗悟）、桜庭薫（内田雄馬）、柏木翼（八代拓）、都築圭（土岐隼一）、神楽麗（永野由祐）、鷹城恭二（梅原裕一郎）、ピエール（堀江瞬）、渡辺みのり（高塚智人）、伊瀬谷四季（野上翔）、秋山隼人（千葉翔也）、若里春名（白井悠介）、冬美旬（永塚拓馬）、榊夏来（渡辺紘）、蒼井享介（山谷祥生）、蒼井悠介（菊池勇成）、硲道夫（伊東健人）、舞田類（榎木淳弥）、山下次郎（中島ヨシキ）、清澄九郎（中田祐矢）、猫柳キリオ（山下大輝）、華村翔真（バレッタ裕）、握野英雄（熊谷健太郎）、木村龍（濱健人）、信玄誠司（増元拓也）、紅井朱雀（益山武明）、黒野玄武（深町寿成）、神谷幸広（狩野翔）、東雲荘一郎（天﨑滉平）、アスラン＝ベルゼビュートII世（古川慎）、卯月巻緒（児玉卓也）、水嶋咲（小林大紀）、大河タケル（寺島惇太）、円城寺道流（濱野大輝）、牙崎漣（小松昌平）、岡村直央（矢野奨吾）、橘志狼（古畑恵介）、姫野かのん（村瀬歩）、秋月涼（三瓶由布子）、兜大吾（浦尾岳大）、九十九一希（比留間俊哉）、葛之葉雨彦（笠間淳）、北村想楽（汐谷文康）、古論クリス（駒田航）
14. 1 2 3  天ヶ瀬冬馬（寺島拓篤）、御手洗翔太（松岡禎丞）、伊集院北斗（神原大地）、天道輝（仲村宗悟）、桜庭薫（内田雄馬）、柏木翼（八代拓）、都築圭（土岐隼一）、神楽麗（永野由祐）、鷹城恭二（梅原裕一郎）、ピエール（堀江瞬）、渡辺みのり（高塚智人）、伊瀬谷四季（野上翔）、秋山隼人（千葉翔也）、若里春名（白井悠介）、冬美旬（永塚拓馬）、榊夏来（渡辺紘）、蒼井享介（山谷祥生）、蒼井悠介（菊池勇成）、硲道夫（伊東健人）、舞田類（榎木淳弥）、山下次郎（中島ヨシキ）、清澄九郎（中田祐矢）、猫柳キリオ（山下大輝）、華村翔真（バレッタ裕）、握野英雄（熊谷健太郎）、木村龍（濱健人）、信玄誠司（増元拓也）、紅井朱雀（益山武明）、黒野玄武（深町寿成）、神谷幸広（狩野翔）、東雲荘一郎（天﨑滉平）、アスラン＝ベルゼビュートII世（古川慎）、卯月巻緒（児玉卓也）、水嶋咲（小林大紀）、大河タケル（寺島惇太）、円城寺道流（濱野大輝）、牙崎漣（小松昌平）、岡村直央（矢野奨吾）、橘志狼（古畑恵介）、姫野かのん（村瀬歩）、秋月涼（三瓶由布子）、兜大吾（浦尾岳大）、九十九一希（比留間俊哉）、葛之葉雨彦（笠間淳）、北村想楽（汐谷文康）、古論クリス（駒田航）、天峰秀（伊瀬結陸）、花園百々人（宮﨑雅也）、眉見鋭心（大塚剛央）
15. 1 2  御手洗翔太（松岡禎丞）、柏木翼（八代拓）、都築圭（土岐隼一）、ピエール（堀江瞬）、蒼井悠介（菊池勇成）、信玄誠司（増元拓也）、華村翔真（バレッタ裕）、清澄九郎（中田祐矢）、若里春名（白井悠介）、神谷幸広（狩野翔）、卯月巻緒（児玉卓也）、姫野かのん（村瀬歩）、舞田類（榎木淳弥）、秋月涼（三瓶由布子）、北村想楽（汐谷文康）、花園百々人（宮﨑雅也）
16. ↑  天峰秀（伊瀬結陸）、花園百々人（宮﨑雅也）、眉見鋭心（大塚剛央）